# Caligula et Messaline
Pour les articles homonymes, voir Caligula (homonymie).
Pour plus de détails, voir Fiche technique et Distribution.
Caligula et Messaline (Caligola e Messalina) est un film franco-italien réalisé par Bruno Mattei (sous le pseudonyme d'Anthony Pass) et Jean-Jacques Renon en 1981. Ce film est sorti deux ans après le célèbre film de Tinto Brass, Caligula.

## Synopsis
Messaline (Betty Roland) est une nymphomane avide de pouvoir qui ne recule devant rien pour devenir impératrice de Rome.
Elle se porte à l'attention de Caligula (Vladimir Brajovic) et séduit la plus jeune sœur de l'empereur, Agrippine (Françoise Blanchard), qui espère que son fils Néron finira par devenir le souverain de Rome.

## Fiche technique
- Titre français : Caligula et Messaline
- Titre italien : Caligola e Messalina
- Réalisateur : Anthony Pass et Jean-Jacques Renon
- Scénario : Antonio Passalia
- Musique : Albert Minski, Ted Scotto et Giacomo Dell'Orso
- Production : Italfrance Film
- Pays de production :  France &  Italie
- Format : couleurs
- Durée : 105 minutes
- Dates de sortie : 
  - Allemagne de l'Ouest : 17 décembre 1981[1]
  - France : 21 juillet 1982[2]
- Classification :
  - France : interdit aux moins de 16 ans[3]
  - Royaume-Uni : interdit aux moins de 18 ans[4]

## Distribution
- Vladimir Brajovic  (V.F : Dominique Paturel) : Caligula
- Betty Roland : Messaline
- Françoise Blanchard : Agrippine
- Anthony Pass : Claudius
- Raoul Carraro : Silius
- Piotr Stanislas : Caliste
- Angelo Arquilla
- Vincent Lo Monaco
- Fanny Magier
- Laurence Lovall
- Dominique Irissou
- Marie-Noëlle Arnoult
- Silvie Dezabauneix
- Kathy Sadik : Mérope
- Jean-Pierre Lemaire
- Nathalie Berreby